# Накатані Такехіде
Такехіде Накатані (яп. 中谷 雄英; нар. 9 липня 1941) — японський дзюдоїст, олімпійський чемпіон 1964 року.

## Виступи на Олімпіадах
| Олімпіада  | Дисципліна | Місце |
| ---------- | ---------- | ----- |
| Токіо 1964 | до 68 кг   | 1     |